# John Stirratt

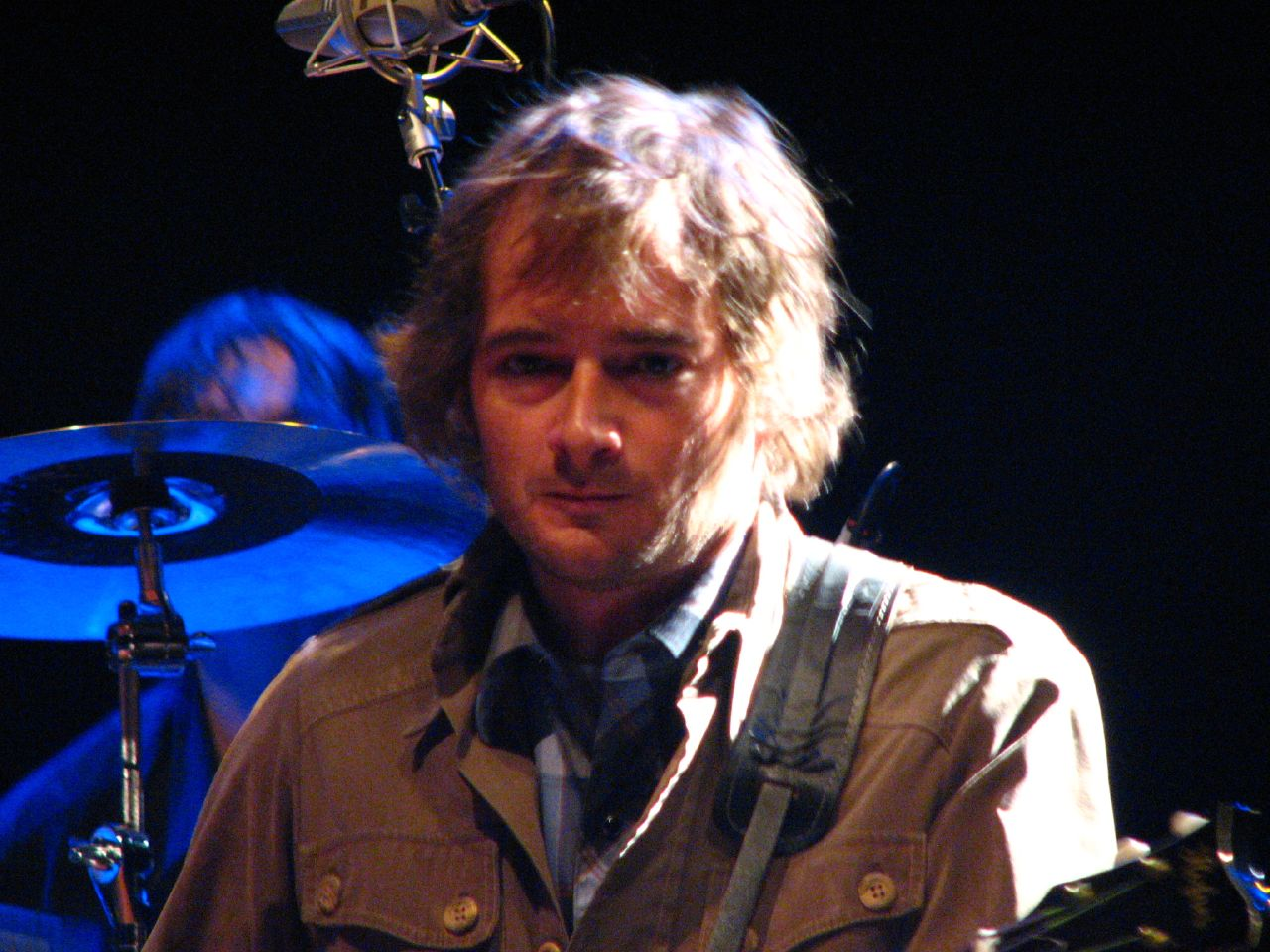
John Stirratt

John Chadwick Stirratt, född 26 november 1967 i New Orleans, Louisiana, är en amerikansk musiker verksam i banden Wilco och The Autumn Defense.
Stirratt är tillsammans med Jeff Tweedy den enda kvarvarande originalmedlemmen i Wilco. John Stirratt har också samarbetat med sin tvillingsyster Laurie under namnet "Laurie & John". 2004 släppte syskonparet studioalbumet Arabella. John Stirrat har också spelat i band som Candy Golde, Courtesy Move och The Hilltops.